# 주바레인 대한민국 대사관
주바레인 대한민국 대사관(아랍어: سفارة جمهورية كوريا في مملكة البحرين)은 바레인 마나마에 개설된 대한민국 외교부 소속의 대사관이다.

## 역사
- 1976년 4월 17일: 대한민국과 바레인 간의 대사급 외교 관계 수립
- 1976년 6월 28일: 주바레인 대한민국 대사관 최초 개관
- 1999년 3월 20일: IMF 구제금융 체제의 여파로 인하여 주바레인 대한민국 대사관 폐쇄, 주사우디아라비아 대한민국 대사관에서 겸임
- 2011년 6월 22일: 주바레인 대한민국 대사관 마나마 분관 개설
- 2011년 12월 30일: 주바레인 대한민국 대사관으로 승격
- 2012년 9월 30일: 주바레인 대한민국 대사관 재개관

## 역대 대사
- 제1대: 김인두 (1976년~1980년)
- 제2대: 최필립 (1981년~1984년)
- 제3대: 정해융 (1985년~1989년)
- 제4대: 우문기 (1989년~1991년)
- 제5대: 곽회정 (1991년~1994년)
- 제6대: 이수환 (1994년~1997년)
- 제7대: 정무삼 (1997년~1999년)
- 대사대리: 유준하 (2012년 12월~2014년 3월)
- 제8대: 유준하 (2014년 4월~2015년 12월)
- 제9대: 박호 (2016년 2월~2017년 3월)
- 제10대: 구현모 (2017년 4월~2020년 5월)
- 제11대: 정해관 (2020년 6월-2023년 5월)
- 제12대: 구헌상 (2023년 5월~현재)

## 같이 보기
- 대한민국-바레인 관계
- 주한 바레인 대사관